# Pelinu (okręg Konstanca)
Pelinu – wieś w Rumunii, w okręgu Konstanca, w gminie Comana. W 2011 roku liczyła 260 mieszkańców.